# Pernille Harder (futbolista)
 Dinamarca
Pernille Mosegaard Harder (Ikast, Dinamarca, 15 de noviembre de 1992) es una futbolista danesa. Juega como delantera o centrocampista en el Bayern Múnich de la Bundesliga Femenina de Alemania. También es la capitana de la selección de Dinamarca.
Considerada una de las mejores futbolistas del mundo, Harder fue dos veces Mejor Jugadora de Europa (en 2018 y 2020) y el fichaje más caro del fútbol femenino tras su pase al Chelsea en 2020 (récord superado por Keira Walsh en 2022 con su fichaje al Barcelona).

## Primeros años
Harder comenzó a jugar al fútbol a los 5 años. Jugó en un equipo masculino hasta los 12 años, cuando se creó un equipo local femenino en la zona donde creció. Estando en el instituto, entrenaba con la academia del FC Midtjylland.

## Clubes
| Club            | País       | Año             |
| --------------- | ---------- | --------------- |
| Viborg          | Dinamarca  | 2007 - 2010     |
| IK Skovbakken   | Dinamarca  | 2010 - 2012     |
| Linköpings F.C. | Suecia     | 2012 - 2016     |
| VfL Wolfsburgo  | Alemania   | 2017 - 2020     |
| Chelsea FC      | Inglaterra | 2020 - 2023     |
| Bayern Múnich   | Alemania   | 2023 - presente |

Harder debutó profesionalmente con el Team Viborg en 2007. Entre 2010 y 2012, jugó con el IK Skovbakken de la Elitedivisionen danesa.

### Linköpings (2012-2016)
Ante la poca competitividad en la liga danesa, Harder decidió jugar en otra liga. En 2012, se unió al Linköpings F.C. de la Damallsvenskan en Suecia. Durante la temporada 2015, marcó 17 goles en 22 partidos con el club. Ese año, ganó el premio Årets Anfallare (Delantera del Año), Årets Allsvenska Spelare (Jugadora de liga del Año) y Futbolista del año en Dinamarca.
En 2016, fue nombrada de nuevo Jugadora de liga del Año y fue la máxima goleadora gracias a sus 23 goles. También ayudó al Linköpings F.C. a ganar el título de liga. En junio, Harder consiguió un sitio en el Paseo de la Fama en el Municipio de Linköping.

### VfL Wolfsburgo (2017-2020)
En noviembre de 2016, el agente de Harder anunció que la jugadora dejaba el equipo sueco. Un mes más tarde, se anunció que la danesa había firmado un contrato de dos años y medio con el VfL Wolfsburgo de la Bundesliga alemana. En febrero de 2019, extendió su contrato hasta 2021.

### Chelsea FC (2020-)
El 1 de septiembre de 2020 se anunció que Harder acababa de firmar un contrato de tres años con el club inglés Chelsea FC de la FA WSL.

## Selección nacional

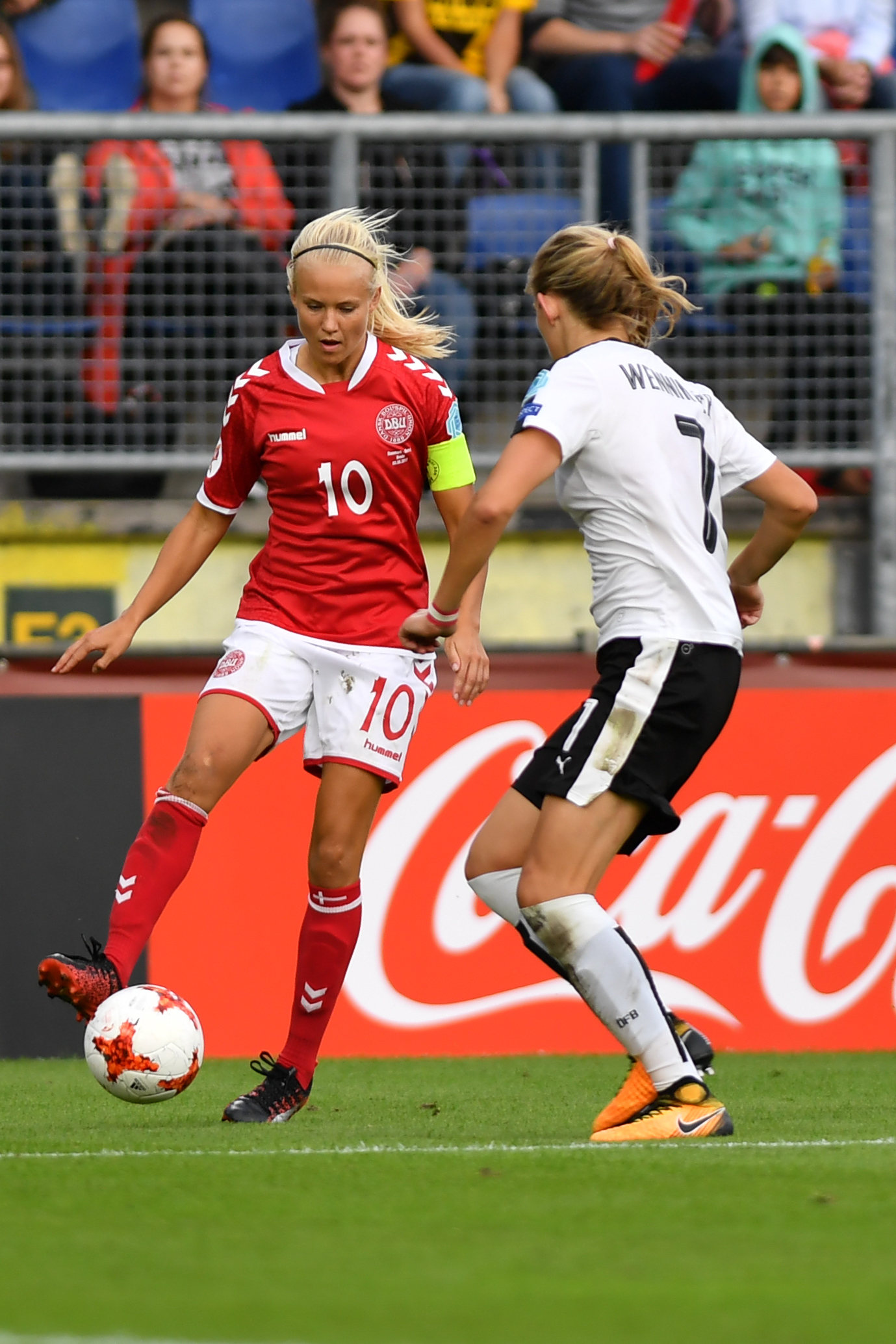
Harder (de rojo) durante la Eurocopa 2017.

En 2008, Harder participó en el Mundial Sub-17 disputado en Nueva Zelanda.
El 24 de octubre de 2009, Harder debutó con la Selección absoluta de Dinamarca en una victoria por 15-0 sobre Georgia, donde marcó un triplete.
Después de convertirse en la máxima goleadora en la ronda de clasificación, fue convocada para disputar la Eurocopa 2013. En octubre de ese año, jugó su partido número 50.
Tras ser nombrada capitana de la selección en marzo de 2016, fue seleccionada para representar a Dinamarca en la Eurocopa 2017. Habiendo capitaneado al equipo hasta la final, marcó un gol en esta, sin embargo, fue derrotado por los anfitriones del torneo, los Países Bajos.

### Goles
| Gol | Fecha                    | Lugar                                | Rival                | Puntuación | Resultado | Competición                                        |
| --- | ------------------------ | ------------------------------------ | -------------------- | ---------- | --------- | -------------------------------------------------- |
| 1.  | 24 de octubre de 2009    | Vejle, Dinamarca                     | Georgia              | 3–0        | 15–0      | Clasificación para el Mundial 2011                 |
| 2.  | 24 de octubre de 2009    | Vejle, Dinamarca                     | Georgia              | 7–0        | 15–0      | Clasificación para el Mundial 2011                 |
| 3.  | 24 de octubre de 2009    | Vejle, Dinamarca                     | Georgia              | 12–0       | 15–0      | Clasificación para el Mundial 2011                 |
| 4.  | 3 de octubre de 2010     | Vejle, Dinamarca                     | Suiza                | 1–3        | 1–3       | Play-offs de la clasificación para el Mundial 2011 |
| 5.  | 21 de septiembre de 2011 | Ereván, Armenia                      | Armenia              | 3–0        | 5–0       | Clasificación para la Eurocopa 2013                |
| 6.  | 22 de octubre de 2011    | Vejle, Dinamarca                     | Austria              | 1–0        | 3–0       | Clasificación para la Eurocopa 2013                |
| 7.  | 22 de octubre de 2011    | Vejle, Dinamarca                     | Austria              | 2–0        | 3–0       | Clasificación para la Eurocopa 2013                |
| 8.  | 22 de octubre de 2011    | Vejle, Dinamarca                     | Austria              | 3–0        | 3–0       | Clasificación para la Eurocopa 2013                |
| 9.  | 23 de noviembre de 2011  | Vejle, Dinamarca                     | Armenia              | 4–0        | 11–0      | Clasificación para la Eurocopa 2013                |
| 10. | 23 de noviembre de 2011  | Vejle, Dinamarca                     | Armenia              | 6–0        | 11–0      | Clasificación para la Eurocopa 2013                |
| 11. | 23 de noviembre de 2011  | Vejle, Dinamarca                     | Armenia              | 10–0       | 11–0      | Clasificación para la Eurocopa 2013                |
| 12. | 8 de diciembre de 2011   | São Paulo, Brasil                    | Chile                | 4–0        | 4–0       | 2011 Torneio Internacional de São Paulo            |
| 13. | 11 de diciembre de 2011  | São Paulo, Brasil                    | Italia               | 2–2        | 2–2       | 2011 Torneio Internacional de São Paulo            |
| 14. | 13 de diciembre de 2011  | São Paulo, Brasil                    | Brasil               | 1–0        | 1–2       | 2011 Torneio Internacional de São Paulo            |
| 15. | 4 de abril de 2012       | Praga, República Checa               | República Checa      | 2–0        | 2–0       | Clasificación para la Eurocopa 2013                |
| 16. | 19 de septiembre de 2012 | Vejle, Dinamarca                     | Portugal             | 1–0        | 2–0       | Clasificación para la Eurocopa 2013                |
| 17. | 9 de diciembre de 2012   | São Paulo, Brasil                    | México               | 3–0        | 5–0       | 2012 Torneio Internacional de São Paulo            |
| 18. | 13 de marzo de 2013      | Lagos, Portugal                      | México               | 2–0        | 3–0       | Copa de Algarve 2013                               |
| 19. | 8 de abril de 2013       | Horsens, Dinamarca                   | Rusia                | 3–1        | 5–1       | Amistoso                                           |
| 20. | 8 de abril de 2013       | Horsens, Dinamarca                   | Rusia                | 4–1        | 5–1       | Amistoso                                           |
| 21. | 8 de abril de 2013       | Horsens, Dinamarca                   | Rusia                | 5–1        | 5–1       | Amistoso                                           |
| 22. | 25 de septiembre de 2013 | Budapest, Hungría                    | Hungría              | 2–0        | 4–0       | Amistoso                                           |
| 23. | 25 de septiembre de 2013 | Budapest, Hungría                    | Hungría              | 4–0        | 4–0       | Amistoso                                           |
| 24. | 26 de octubre de 2013    | Belgrado, Serbia                     | Serbia               | 1–0        | 1–1       | Clasificación de UEFA para el Mundial de 2015      |
| 25. | 24 de noviembre de 2013  | La Valeta, Malta                     | Malta                | 3–0        | 5–0       | Clasificación de UEFA para el Mundial de 2015      |
| 26. | 19 de junio de 2014      | Tel Aviv, Israel                     | Israel               | 2–0        | 5–0       | Clasificación de UEFA para el Mundial de 2015      |
| 27. | 21 de agosto de 2014     | Reikiavik, Islandia                  | Islandia             | 1–0        | 1–0       | Clasificación de UEFA para el Mundial de 2015      |
| 28. | 11 de marzo de 2015      | Albufeira, Portugal                  | Noruega              | 1–3        | 2–5       | Copa de Algarve 2015                               |
| 29. | 11 de marzo de 2015      | Albufeira, Portugal                  | Noruega              | 2–5        | 2–5       | Copa de Algarve 2015                               |
| 30. | 8 de abril de 2015       | Estocolmo, Suecia                    | Suecia               | 3–3        | 3–3       | Amistoso                                           |
| 31. | 22 de octubre de 2015    | Viborg, Dinamarca                    | Moldavia             | 2–0        | 4–0       | Clasificación para la Eurocopa Femenina 2017       |
| 32. | 2 de junio de 2016       | Viborg, Dinamarca                    | Eslovaquia           | 1–0        | 4–0       | Clasificación para la Eurocopa Femenina 2017       |
| 33. | 7 de junio de 2016       | Viborg, Dinamarca                    | Polonia              | 2–0        | 6–0       | Clasificación para la Eurocopa Femenina 2017       |
| 34. | 7 de junio de 2016       | Viborg, Dinamarca                    | Polonia              | 4–0        | 6–0       | Clasificación para la Eurocopa Femenina 2017       |
| 35. | 15 de septiembre de 2016 | Chisináu, Moldavia                   | Moldavia             | 2–0        | 5–0       | Clasificación para la Eurocopa Femenina 2017       |
| 36. | 15 de septiembre de 2016 | Chisináu, Moldavia                   | Moldavia             | 3–0        | 5–0       | Clasificación para la Eurocopa Femenina 2017       |
| 37. | 15 de septiembre de 2016 | Chisináu, Moldavia                   | Moldavia             | 5–0        | 5–0       | Clasificación para la Eurocopa Femenina 2017       |
| 38. | 28 de noviembre de 2016  | Turbize, Bélgica                     | Bélgica              | 2–0        | 3–1       | Amistoso                                           |
| 39. | 28 de noviembre de 2016  | Turbize, Bélgica                     | Bélgica              | 3–1        | 3–1       | Amistoso                                           |
| 40. | 20 de enero de 2017      | Lárnaca, Chipre                      | Escocia              | 1–0        | 2–2       | Amistoso                                           |
| 41. | 6 de marzo de 2017       | Vila Real de Santo António, Portugal | Rusia                | 1–0        | 6–1       | Copa de Algarve 2015                               |
| 42. | 6 de marzo de 2017       | Vila Real de Santo António, Portugal | Rusia                | 2–1        | 6–1       | Copa de Algarve 2015                               |
| 43. | 6 de marzo de 2017       | Vila Real de Santo António, Portugal | Rusia                | 4–1        | 6–1       | Copa de Algarve 2015                               |
| 44. | 8 de marzo de 2017       | Albufeira, Portugal                  | Australia            | 1–1        | 5–0       | Copa de Algarve 2015                               |
| 45. | 11 de abril de 2017      | Slagelse, Dinamarca                  | Finlandia            | 1–0        | 1–1       | Amistoso                                           |
| 46. | 1 de julio de 2017       | Gladsaxe, Dinamarca                  | Inglaterra           | 1–1        | 1–2       | Amistoso                                           |
| 47. | 6 de agosto de 2017      | Enschede, Países Bajos               | Países Bajos         | 2–2        | 2–4       | Eurocopa 2017                                      |
| 48. | 19 de agosto de 2017     | Győr, Hungría                        | Hungría              | 3–1        | 6–1       | Clasificación para el Mundial de 2019              |
| 49. | 24 de octubre de 2017    | Zaprešić, Croacia                    | Croacia              | 1–0        | 4–0       | Clasificación para el Mundial de 2019              |
| 50. | 24 de octubre de 2017    | Zaprešić, Croacia                    | Croacia              | 2–0        | 4–0       | Clasificación para el Mundial de 2019              |
| 51. | 2 de marzo de 2018       | Vila Real de Santo António, Portugal | Países Bajos         | 1–0        | 2–3       | Copa de Algarve 2018                               |
| 52. | 8 de junio de 2018       | Leópolis, Ucrania                    | Ucrania              | 3–0        | 5–1       | Clasificación para el Mundial de 2019              |
| 53. | 12 de junio de 2018      | Viborg, Dinamarca                    | Hungría              | 5–1        | 5–1       | Clasificación para el Mundial de 2019              |
| 54. | 4 de marzo de 2019       | Vila Real de Santo António, Portugal | China                | 1–0        | 1–0       | Copa de Algarve 2019                               |
| 55. | 29 de agosto de 2019     | Viborg, Dinamarca                    | Malta                | 2–0        | 8–0       | Clasificación para la Eurocopa 2021                |
| 56. | 3 de septiembre de 2019  | Ramat Gan, Israel                    | Israel               | 3–0        | 3–0       | Clasificación para la Eurocopa 2021                |
| 57. | 12 de noviembre de 2019  | Viborg, Dinamarca                    | Georgia              | 7–0        | 14–0      | Clasificación para la Eurocopa 2021                |
| 58. | 12 de noviembre de 2019  | Viborg, Dinamarca                    | Georgia              | 10–0       | 14–0      | Clasificación para la Eurocopa 2021                |
| 59. | 12 de noviembre de 2019  | Viborg, Dinamarca                    | Georgia              | 12–0       | 14–0      | Clasificación para la Eurocopa 2021                |
| 60. | 4 de marzo de 2020       | Parchal, Portugal                    | Noruega              | 1–0        | 1–2       | Copa de Algarve 2020                               |
| 61. | 10 de marzo de 2020      | Lagos, Portugal                      | Bélgica              | 1–0        | 4–0       | Copa de Algarve 2020                               |
| 62. | 22 de septiembre de 2020 | Ta' Qali, Malta                      | Malta                | 5–0        | 8–0       | Clasificación para la Eurocopa 2021                |
| 63. | 21 de octubre de 2020    | Viborg, Dinamarca                    | Israel               | 1–0        | 4–0       | Clasificación para la Eurocopa 2021                |
| 64. | 21 de octubre de 2020    | Viborg, Dinamarca                    | Israel               | 2–0        | 4–0       | Clasificación para la Eurocopa 2021                |
| 65. | 13 de abril de 2021      | Cardiff, Gales                       | Gales                | 1–0        | 1–1       | Amistoso                                           |
| 66. | 16 de septiembre de 2021 | Viborg, Dinamarca                    | Malta                | 4–0        | 7–0       | Clasificación para el Mundial 2023                 |
| 67. | 21 de octubre de 2021    | Viborg, Dinamarca                    | Bosnia y Herzegovina | 7–0        | 8–0       | Clasificación para el Mundial 2023                 |
| 68. | 12 de junio de 2022      | Wiener Neustadt, Austria             | Austria              | 1–1        | 2–1       | Amistoso                                           |
| 69. | 12 de julio de 2022      | Milton Keynes, Inglaterra            | Finlandia            | 1–0        | 1–0       | Eurocopa 2022                                      |
| 70. | 1 de septiembre de 2022  | Viborg, Dinamarca                    | Montenegro           | 2–1        | 5–1       | Clasificación para el Mundial 2023                 |
| 71. | 1 de julio de 2023       | Perth, Australia                     | Haití                | 1–0        | 2–0       | Mundial 2023                                       |

### Partidos y goles marcados en Mundiales
| Gol                                       | Partido | Fecha     | Ubicación | Rival      | Alineación      | Min | Puntuación | Resultado | Competición      |
| ----------------------------------------- | ------- | --------- | --------- | ---------- | --------------- | --- | ---------- | --------- | ---------------- |
| / Mundial de Australia/Nueva Zelanda 2023 |         |           |           |            |                 |     |            |           |                  |
|                                           | 1       | 22-7-2023 | Perth     | Chile      | Principal       |     |            | 1-0 (PG)  | Fase de grupos   |
|                                           | 2       | 28-7-2023 | Sídney    | Inglaterra | Principal       |     |            | 0-1 (PP)  | Fase de grupos   |
| 1                                         | 3       | 1-8-2023  | Perth     | Haití      | 90+2' ( Gevitz) | 21  | 1-0        | 2-0 (PG)  | Fase de grupos   |
|                                           | 4       | 7-8-2023  | Sídney    | Australia  | Principal       |     |            | 0-2 (PP)  | Octavos de final |

### Partidos y goles marcados en Campeonatos Europeos
| Gol           | Partido | Fecha     | Ubicación  | Rival     | Alineación    | Min | Puntuación | Resultado        | Competición      |
| ------------- | ------- | --------- | ---------- | --------- | ------------- | --- | ---------- | ---------------- | ---------------- |
| Eurocopa 2013 |         |           |            |           |               |     |            |                  |                  |
|               | 1       | 10-7-2013 | Gotemburgo | Suecia    | Principal     |     |            | 1-1 (PE)         | Fase de grupos   |
|               | 2       | 13-7-2013 | Halmstad   | Italia    | Principal     |     |            | 1-2 (PP)         | Fase de grupos   |
|               | 3       | 16-7-2013 | Gotemburgo | Finlandia | 85' ( Smidt)  |     |            | 1-1 (PE)         | Fase de grupos   |
|               | 4       | 22-7-2013 | Linköping  | Francia   | Principal     |     |            | 1-1 (4-2 p) (PG) | Cuartos de final |
|               | 5       | 25-7-2013 | Norrköping | Noruega   | Principal     |     |            | 1-1 (2-4 p) (PP) | Semifinales      |
| Eurocopa 2017 |         |           |            |           |               |     |            |                  |                  |
|               | 6       | 16-7-2017 | Doetinchem | Bélgica   | Principal (C) |     |            | 1-0 (PG)         | Fase de grupos   |
|               | 7       | 20-7-2017 | Róterdam   | Dinamarca | Principal (C) |     |            | 0-1 (PP)         | Fase de grupos   |
|               | 8       | 24-7-2017 | Deventer   | Noruega   | Principal (C) |     |            | 1-0 (PG)         | Fase de grupos   |
|               | 9       | 30-7-2017 | Róterdam   | Alemania  | Principal (C) |     |            | 2-1 (PG)         | Cuartos de final |
| 1             | 10      | 3-8-2017  | Breda      | Austria   | Principal (C) | TP  | 2-0        | 0-0 (3-0 p) (PG) | Semifinales      |
| 2             | 11      | 6-8-2017  | Enschede   | Dinamarca | Principal (C) | 33  | 2-2        | 4-2 (PP)         | Final            |
| Eurocopa 2022 |         |           |            |           |               |     |            |                  |                  |
|               | 12      | 8-7-2022  | Londres    | Alemania  | Principal (C) |     |            | 4-0 (PP)         | Fase de grupos   |
| 3             | 13      | 12-7-2022 | Londres    | Finlandia | 87' ( Boye)   | 72  | 1-0        | 1-0 (PG)         | Fase de grupos   |
|               | 14      | 16-7-2022 | Londres    | España    | Principal (C) |     |            | 0-1 (PP)         | Fase de grupos   |

## Palmarés

### Títulos nacionales
| Título                         | Club           | País       | Año     |
| ------------------------------ | -------------- | ---------- | ------- |
| Svenska Cupen                  | Linköpings FC  | Dinamarca  | 2014    |
| Svenska Cupen                  | Linköpings FC  | Dinamarca  | 2015    |
| Damallsvenskan                 | Linköpings FC  | Dinamarca  | 2016    |
| Bundesliga Femenina            | VfL Wolfsburgo | Alemania   | 2016-17 |
| DFB-Pokal Femenino             | VfL Wolfsburgo | Alemania   | 2016-17 |
| Bundesliga Femenina            | VfL Wolfsburgo | Alemania   | 2017-18 |
| DFB-Pokal Femenino             | VfL Wolfsburgo | Alemania   | 2017-18 |
| Bundesliga Femenina            | VfL Wolfsburgo | Alemania   | 2018-19 |
| DFB-Pokal Femenino             | VfL Wolfsburgo | Alemania   | 2018-19 |
| Bundesliga Femenina            | VfL Wolfsburgo | Alemania   | 2019-20 |
| DFB-Pokal Femenino             | VfL Wolfsburgo | Alemania   | 2019-20 |
| FA WSL                         | Chelsea        | Inglaterra | 2020-21 |
| Women's FA Cup                 | Chelsea        | Inglaterra | 2020-21 |
| FA Women's League Cup          | Chelsea        | Inglaterra | 2020-21 |
| FA WSL                         | Chelsea        | Inglaterra | 2021-22 |
| Women's FA Cup                 | Chelsea        | Inglaterra | 2021-22 |
| FA WSL                         | Chelsea        | Inglaterra | 2022-23 |
| Women's FA Cup                 | Chelsea        | Inglaterra | 2022-23 |
| Bundesliga Femenino            | Bayern Múnich  | Alemania   | 2020-21 |
| Bundesliga Femenino            | Bayern Múnich  | Alemania   | 2022-23 |
| Bundesliga Femenino            | Bayern Múnich  | Alemania   | 2023-24 |
| Supercopa de Alemania Femenino | Bayern Múnich  | Alemania   | 2024-25 |
| Bundesliga Femenino            | Bayern Múnich  | Alemania   | 2024-25 |
| DFB-Pokal Femenino             | Bayern Múnich  | Alemania   | 2024-25 |

### Individual
| Distinción                                         | Año                          |
| -------------------------------------------------- | ---------------------------- |
| Jugadora joven danesa del Año                      | 2010                         |
| Futbolista del año en Dinamarca                    | 2015, 2016, 2017, 2018, 2019 |
| Jugadora más valiosa de la Damallsvenskan          | 2015, 2016                   |
| Delantera del Año de la Damallsvenskan             | 2015, 2016                   |
| Máxima goleadora de la Damallsvenskan              | 2016                         |
| Mejor XI de la Liga de Campeones                   | 2016-17, 2017-18             |
| Equipo del torneo de la Eurocopa                   | 2017                         |
| Máxima goleadora de la Bundesliga                  | 2017-18, 2019-20             |
| Mejor Jugadora en Europa de la UEFA                | 2018, 2020                   |
| Mejor Futbolista Femenina del Mundo (The Guardian) | 2018, 2020                   |
| Futbolista del año en Alemania                     | 2019-20                      |
| Delantera de la Temporada                          | 2020                         |
| FA Women's League Cup                              | 2020-21                      |
| XI Ideal Femenino del Mundo de la IFFHS            | 2020                         |

## Vida privada
Harder mantiene una relación desde 2014 con su compañera de equipo en el Bayern Múnich e internacional sueca Magdalena Eriksson.